# Ролт, Том
Лайонел Томас Кэсвил Ролт (англ. Lionel Thomas Caswall Rolt), также известный как Л. Т. К. Ролт (англ. L.T.C. Rolt) или просто Том Ролт (англ. Tom Rolt) (11 февраля 1910, Честер, Чешир, Англия — 9 мая 1974, Стэнли Понтлардж) — английский писатель, историк и археолог техники, энтузиаст и популяризатор английских речных каналов, исторических железных дорог и олдтаймеров.

## Биография

### Ранние годы
Том Рольт родился в Честере. Он учился в Челтенхемском колледже и начал работать в 16 лет, изучая паровые механизмы. Потом он устроился в локомотивные мастерские Керра Стюарта в Сток-он-Тренте, где его дядя, Кирл Уилланс, был главным инженером-разработчиком. Его дядя купил деревянный конный нэрроубот «Кресси» и поставил на него паровой двигатель. Вскоре он обнаружил, что пар делает невозможным прохождение туннелей и заменил его двигателем от Ford Model T. Так Том познакомился с английскими каналами.

### Автомобили
Во время депрессии тридцатых годов Ролт стал безработным и обратился к старинным спортивным автомобилям, приняв участие в ветеранском забеге да Брайтона и купил ряд автомобилей, включая двухместный Alvis 12/50 1924 года, который поддерживал до конца своей жизни.
В 1934 году стал сооснователем клуба старинных спортивных автомобилей.

### «Кресси» и «Нэрроубот»
В 1936 году Кирл Уилланс выкупил обратно «Кресси», которую он ранее продал, и несколько путешествий по каналам убедили Ролта, что он хочет пожить на воде. Он убедил Анджелу Орред присоединиться к нему в этой идиллии. Это была молодая блондинка в белом свитере с воротником поло, которая заехала в его гараж на «Альфа-Ромео» в 1937 году и была захвачена его коллекцией старинных автомобилей. Ролт выкупил «Кресси» у своего дяди и принялся переделывать ее в лодку, пригодную для постоянного житья, причем самым заметным дополнением была ванна.
К лету 1939 года Том и Анджела, наперекор желанию её отца, тайно поженились 11 июля. Работа над «Кресси» была закончена на верфи Тули в Банбери, и 27 июля Ролт и его жена отправились по Оксфордскому каналу. Во время путешествия началась Вторая мировая война, первая стадия которой носила относительно мирный характер, поэтому путешествие удалось завершить.
В результате путешествия была написана книга, первоначально носившая название «Нарисованный корабль» (англ. Painted ship). Книга была холодно встречена издателями, и только в 1944 году впервые увидела свет под названием «Нэрроубот». В послевоенной Англии книга имела неожиданный успех и была переиздана уже через год. Идеи, изложенные в этой книге, послужили толчком к созданию ассоциации по возрождению английских водных путей (Ассоциация внутренних водных путей), популяризации жизни на воде и путешествиям по стране в узких канальных лодках — нэрроуботах, число которых на данный момент уже превысило 30000 и продолжает увеличиваться.

### Талиллинская железная дорога
В 1950 году Ролт отправил письмо в Бирнингем пост, предлагая сохранить узкоколейную Талиллинскую железную дорогу и превратить её в туристический аттракцион. Его инициатива увенчалась успехом, дорога существует и поныне, а один из паровозов на ней носит имя Tom Rolt.

## Награды и звания
- Член Королевского литературного общества
- Почётный Магистр искусств Ньюкаслского университета
- Почётный Магистр наук Батского университета

## Память
- Мост №164 на Оксфордском канале в Банбури носит его имя.
- В 1991 году узкоколейный локомотив на Талиллинской железной дороге носит имя «Том Ролт».
- При жизни был вице-президентом Ньюкоменского сообщества[англ.], которое учредило Премию Ролта.
- Был сооснователем Ассоциации индустриальной археологии[англ.], которая ежегодно проводит Ролтовскую лекцию.